# 勒奥梅达尔特奈
勒奥梅达尔特奈（法語：Le Hommet-d'Arthenay，法語發音：[lə ɔmɛ daʁtənɛ]）是法国芒什省的一个旧市镇，属于圣洛区。2018年，勒奥梅达尔特奈与市镇蓬埃贝尔合并为新的蓬埃贝尔。

## 地理
勒奥梅达尔特奈（49°11'24"N, 1°11'16"W）面积14.85 平方千米，位于法国诺曼底大区芒什省，该省份为法国西北部沿海省份，西、北、东北三面环大西洋，东起顺时针与卡爾瓦多斯省、奧恩省、马耶讷省和伊勒-维莱讷省接壤。
与勒奥梅达尔特奈接壤的市镇（或旧市镇、城区）包括：勒代泽尔、阿米尼、莱尚德洛克、拉沙佩勒昂瑞热、格赖涅-梅尼勒昂戈、蓬埃贝尔、特里布乌。

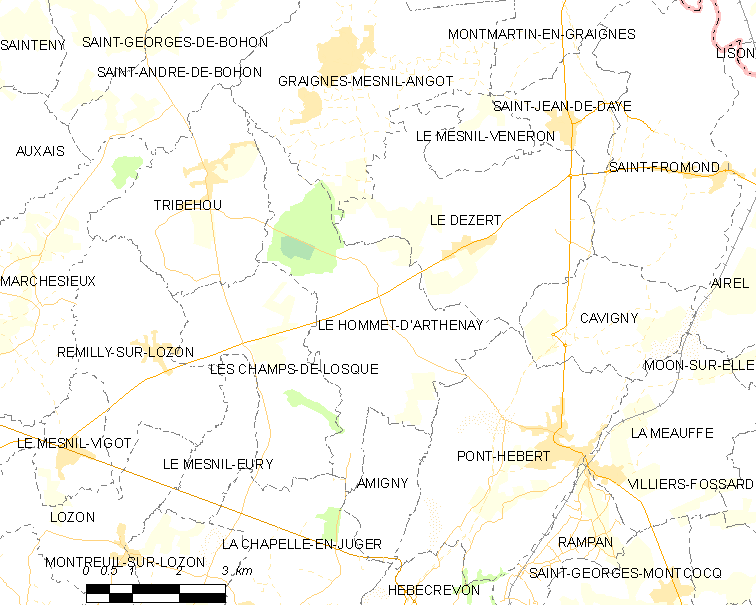
勒奥梅达尔特奈的OSM定位图

勒奥梅达尔特奈的时区为UTC+01:00、UTC+02:00（夏令时）。

## 行政
勒奥梅达尔特奈的邮政编码为50620，INSEE市镇编码为50248。

## 政治
勒奥梅达尔特奈所属的省级选区为蓬埃贝尔县。

## 人口

1962-2008年间勒奥梅达尔特奈人口变化图示

勒奥梅达尔特奈于2018年1月1日时的人口数量为345人。